# Saint-Jean-du-Doigt
 Saint-Jean-du-Doigt  (en bretón Sant-Yann-ar-Biz) es una población y comuna francesa, situada en la región de Bretaña, departamento de Finisterre, en el distrito de Morlaix y cantón de Lanmeur.

## Demografía
| 865 | 818 | 688 | 656 | 661 | 628 |
| Para los censos de 1962 a 1999 la población legal corresponde a la población sin duplicidades (Fuente: INSEE [Consultar]) |     |     |     |     |     |